# Текате
Тек̀ате (на испански: Tecate) е град в мексиканския щат Долна Калифорния разположен на границата между САЩ и Мексико. Текате е с население от 64 764 жители (по данни от 2010 г.) и е разположен на 550 м н.в.. В града се произвежда едноименната бира Текате популярна в Мексико и САЩ. Въпреки че Текате е на само 64 км от Сан Диего пътя който ги свързва е криволичещ през планина и затова вероятно граничният пункт при Текате да не е натоварен.